# Palmentuin
Palmentuin (en español: Jardín de Palmeras) es un parque público situado en la ciudad de Paramaribo, capital de Surinam. Su principal atractivo son las palmeras reales, plantadas durante la época colonial neerlandesa. Se ubica en la avenida Van Roseveltkade, detrás del Palacio Presidencial de Surinam.
El parque también cuenta con un pequeño zoológico de aves tropicales amazónicas y caribeñas, así como especímenes de monos capuchinos. Al encontrarse en el corazón de la ciudad, forma automáticamente parte del centro histórico de Paramaribo, que desde 2002 es considerado Patrimonio de la Humanidad por la Unesco.

## Historia
Las palmeras se plantaron por decisión del gobernador de Surinam Cornelis van Aerssen van Sommelsdijck, de 1683 hasta su asesinato en 1688. En 1685 antes de su muerte, Cornelis ordenó abrir las puertas del parque al público. Posteriormente fue cerrado hasta principios del siglo XX.

## Descripción
Palmentuin incluye, además del zoológico, un espacio de recreación infantil y en días festivos las autoridades municipales montan un puesto de venta para ambulantes. En 2002 la Unesco entregó al gobierno de Surinam  US $ 147,000 para la restauración del parque, como parte de sus políticas enfocadas en el mejoramiento del centro histórico de Paramaribo como nuevo patrimonio mundial.

## Galería

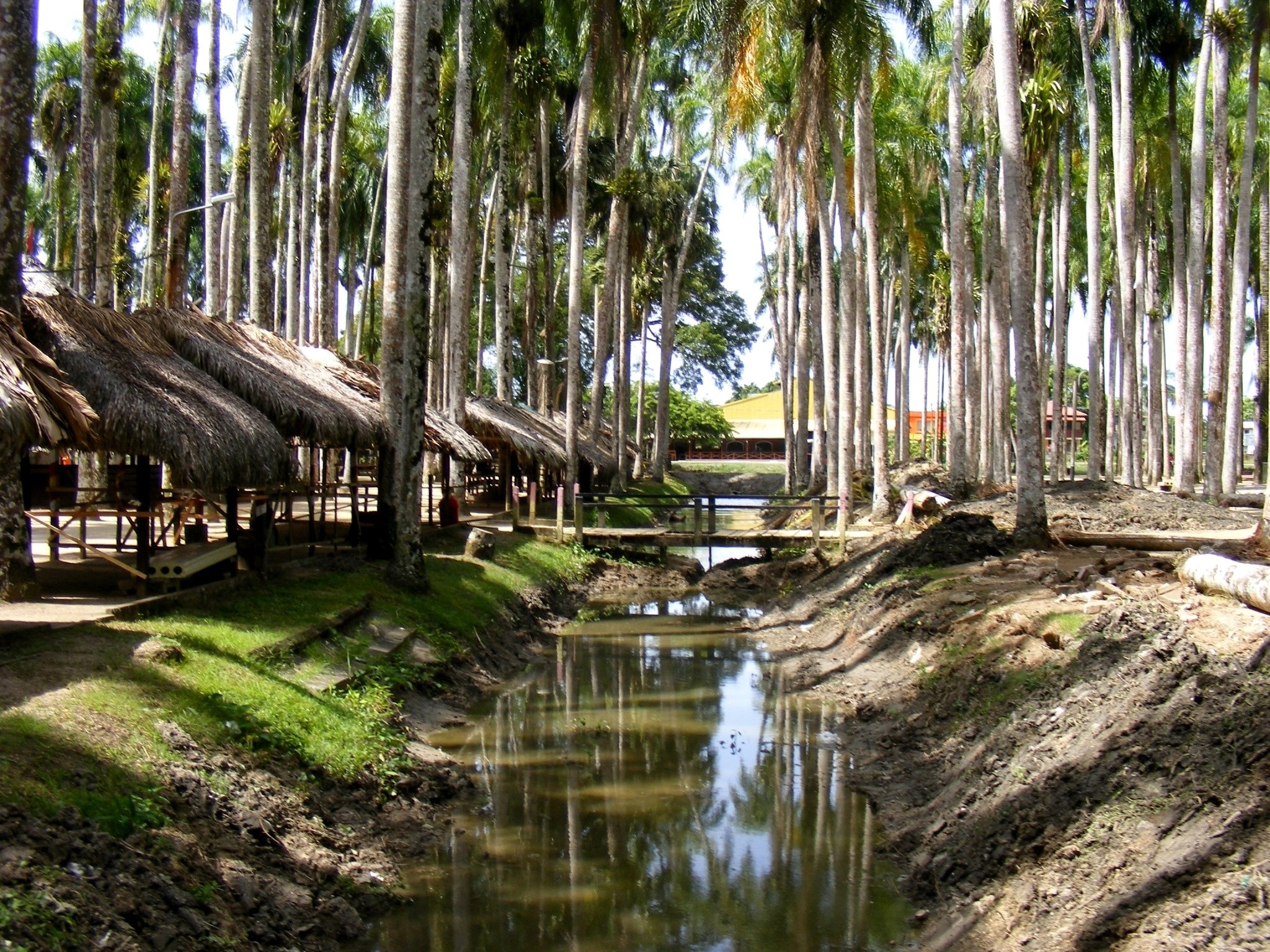
Riachuelo en el parque.
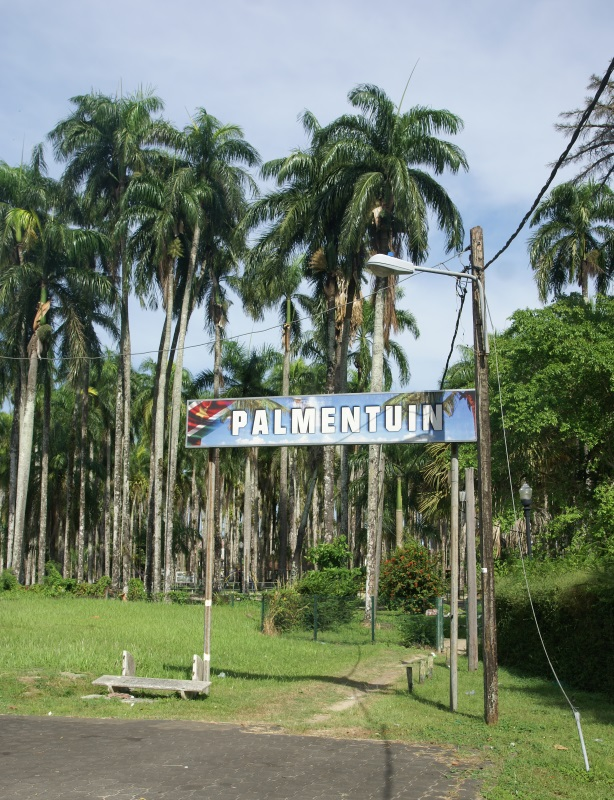
Una de las entradas.
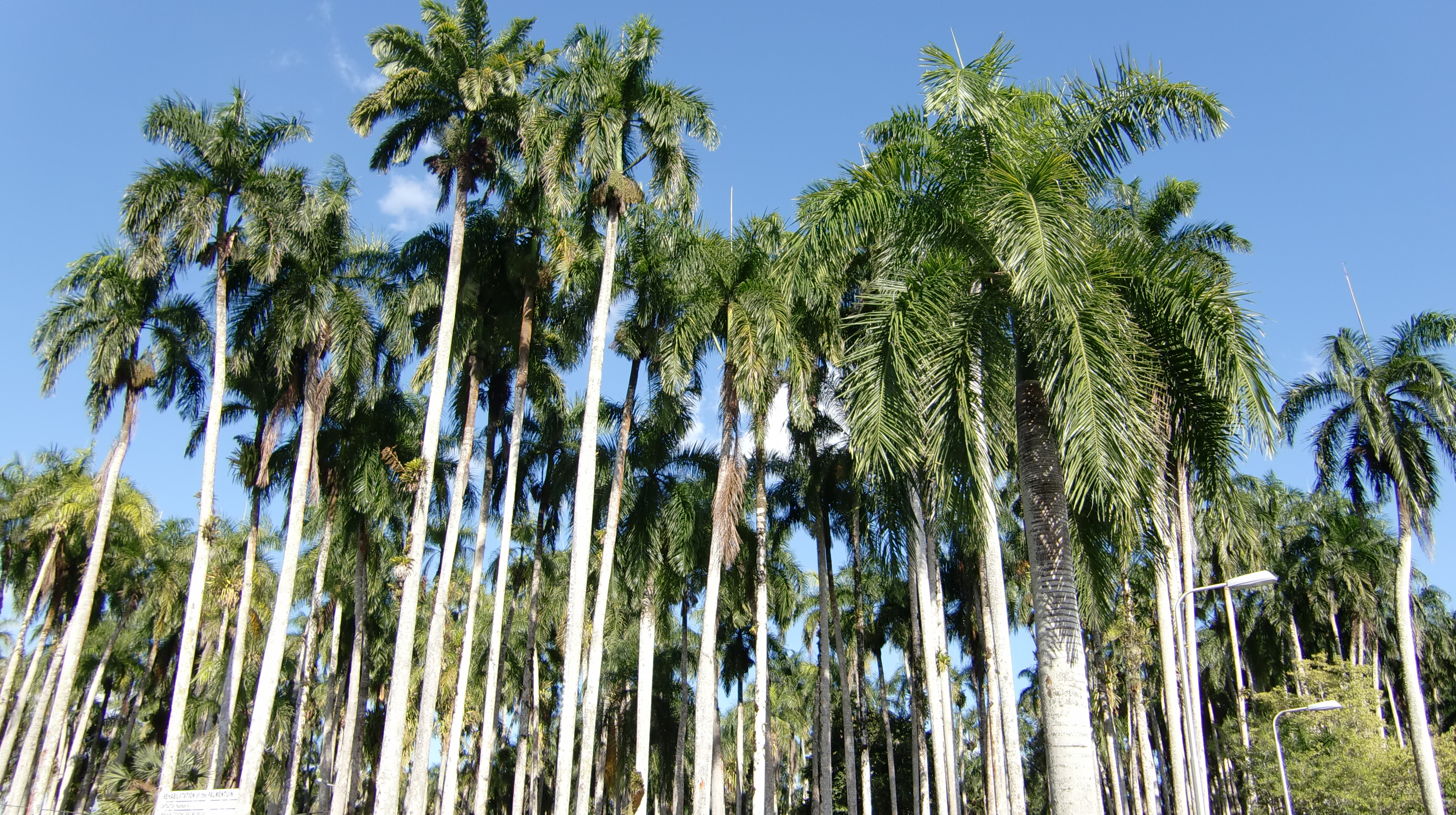
Panorámica de las palmeras reales.
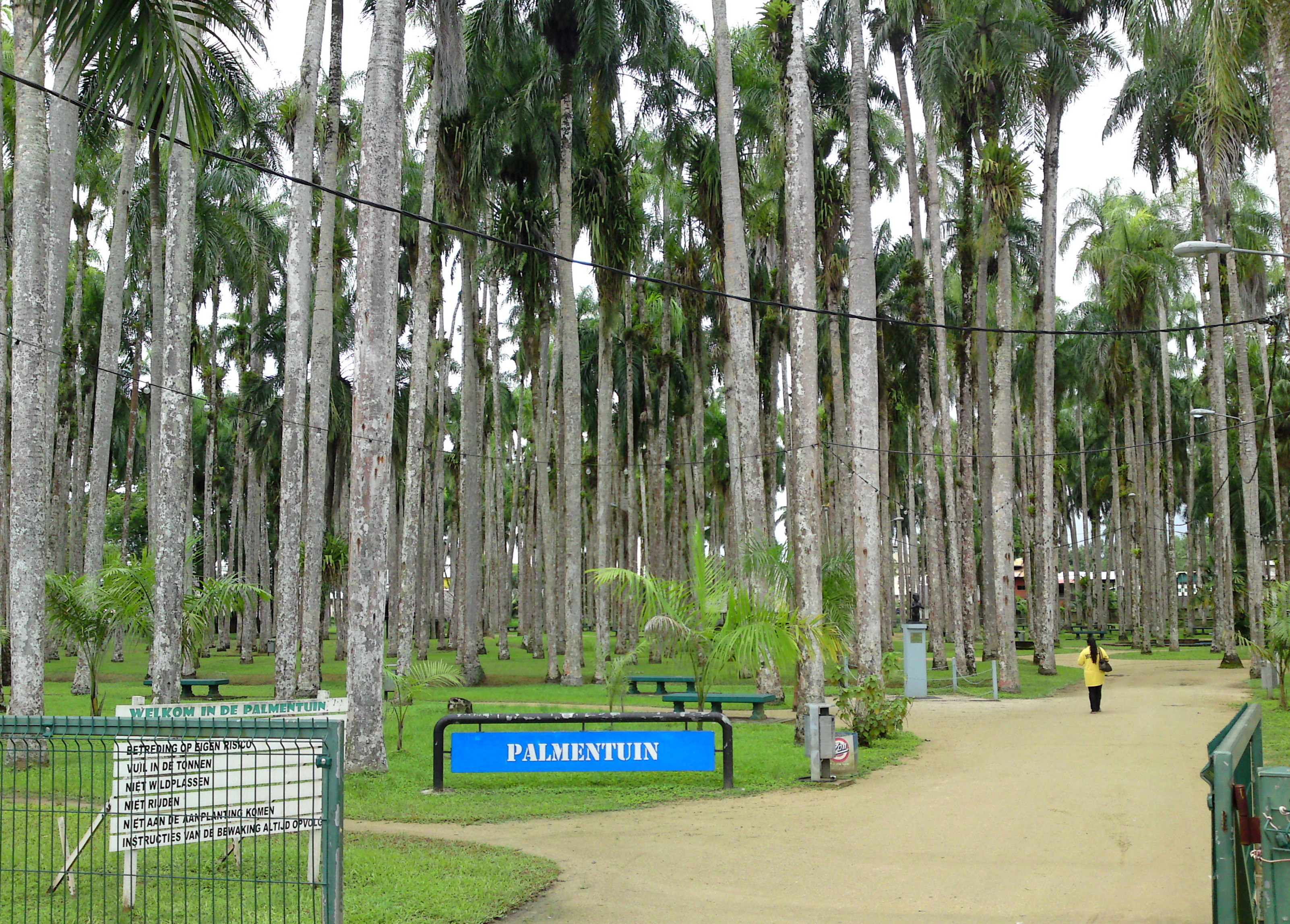
Interior del parque.
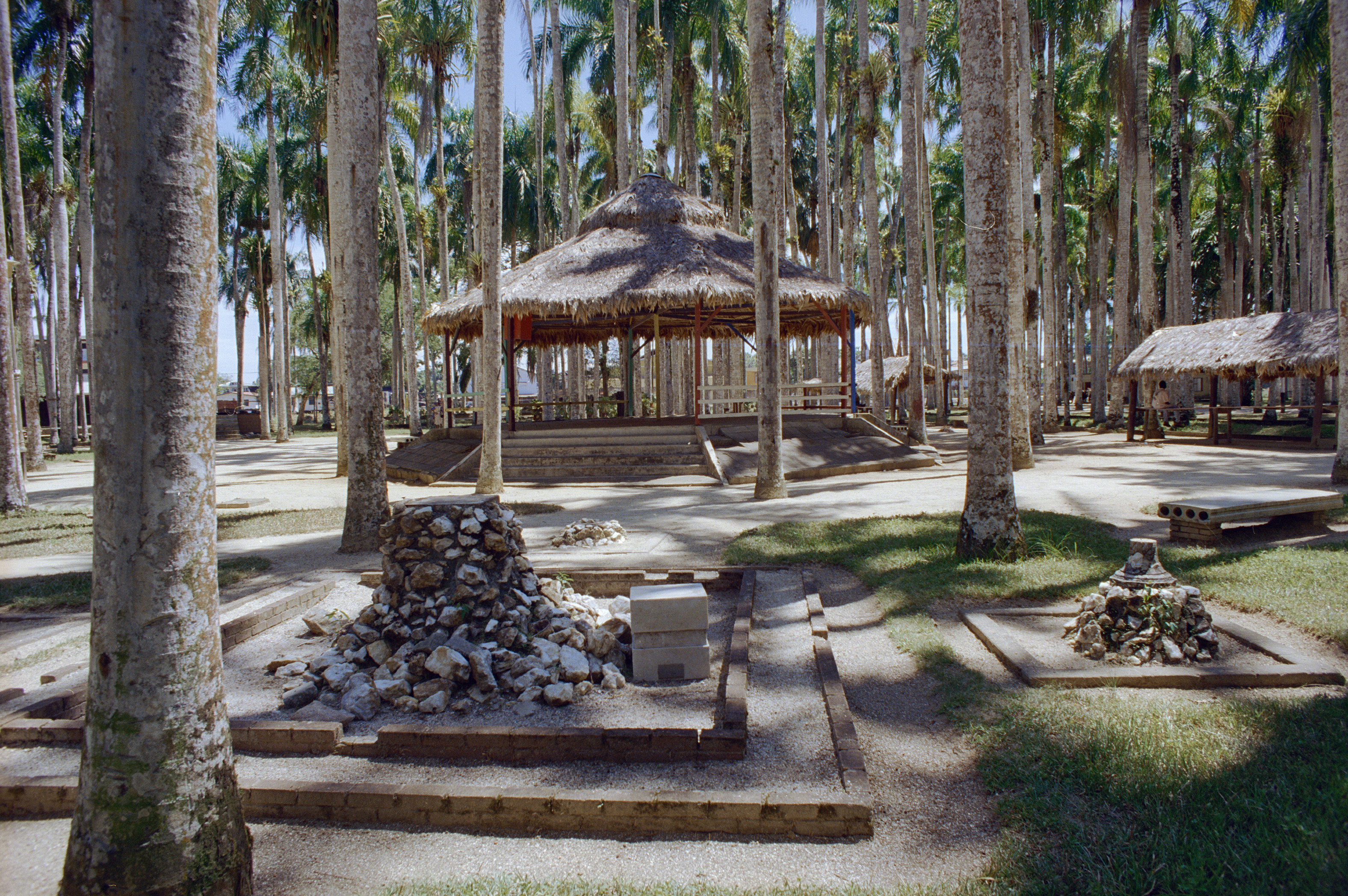
Área de esparcimiento.